# Olivier Boiscommun
Olivier Boiscommun, né le 19 mars 1971 à Neuilly-sur-Seine, est un dessinateur et scénariste de bande dessinée. Il est notamment le dessinateur des séries Troll (scénario de Jean David Morvan et Joann Sfar) et Ange (scénario de Dieter).

## Biographie
Olivier Boiscommun a grandi en Côte d'Azur. Il suit, à partir de 1989, l'enseignement en graphisme publicitaire du lycée des arts graphiques de Corvisart à Paris, puis intègre les beaux-arts d'Orléans, avant de travailler notamment dans le stylisme, la publicité et l'illustration. En 1991, il contacte l'éditeur Guy Delcourt, avant d'entrer aux beaux-arts d'Angoulême. De retour à Paris, il publie en 1993 son premier travail en bande dessinée dans le collectif Les Enfants du Nil. Par la suite, l'artiste s'installe en Bretagne. Depuis il collabore aux éditions Delcourt, Les Humanoïdes Associés ou Glénat avec divers scénaristes : Joann Sfar, Jean-David Morvan, Dieter, Denis-Pierre Filippi, Jodorowsky. Il a réalisé seul ou en duo des ouvrages et séries.
L'une de ses séries est Troll, dont il dessine les trois premiers tomes sur un scénario de Joann Sfar et Jean-David Morvan (publications entre 1996 et 1999 chez Delcourt, coll. Terres de légendes). À partir de 2001, avec Dieter au scénario, Boiscommun illustre Anges. En 2004, Boiscommun reçoit le prix du public au festival de bande dessinée de Perros-Guirec. Cette même année, ses travaux sont exposés à Guidel à la suite du festival de la bande dessinée de Lorient, Bulles an Oriant.
En 2006, il a reçu le Grand Prix du festival Des Planches et des Vaches pour l'ensemble de son œuvre[réf. nécessaire].
À partir de 2007, Boiscommun illustre Pietrolino. L'album avait été envisagé des années plus tôt par Alejandro Jodorowsky, à la demande de Marcel Marceau, puis abandonné pendant une dizaine d'années, jusqu'à ce que les deux artistes s'en emparent et le publient chez Les Humanoïdes Associés.
À partir de 2010, Boiscommun publie, comme auteur complet, la série fantastique La cité de l'Arche, série d'anticipation post-apocalyptique prévue en quatre tomes, mais qui en compte trois.
En 2013, le BD en Chinonais expose de planches du dessinateur.
En 2015, l'artiste publie avec Jean Dufaux l'album Meutes, « l'histoire de grandes familles qui se disputent la suprématie d'une meute, dans une narration très cinématographique », selon Ouest-France, qui trouve le premier tome réussi. Le volume deux paraît en 2016.
En 2017, Boiscommun collabore avec Sylvain Runberg pour Le règne (éditions du Lombard), bande dessinée post-apocalyptique qui « met en scène des animaux anthropomorphiques après la disparition de l'espèce humaine » ; le premier volume reçoit un accueil public favorable. Les chroniques sur BD Gest, malgré quelques réserves, sont globalement positives,.
En 2018, dans le cadre du festival Bulles en Val à Saint-Denis-en-Val, Boiscommun est l'invité d'honneur et ses travaux font l'objet d'une rétrospective.

## Œuvres

### One Shot
- Rature Pendragon, scénario d'Alain Goutal, 44 p., format à l'italienne, Au bord des continents, 2002 (DL 04/2002)  (ISBN 2-911684-26-5)
- Halloween, 26 p., avec portfolio de 4 p. en fin d'album (dessins de Alfred, Lauffray, Lepage et Meynet, Le Cycliste, 1998 (DL 09/1998)  (ISBN 2-912249-08-2), réédition augmentée, 52 p., couverture et 4e plat différents, Les Humanoïdes Associés, 2006 (DL 10/2006)  (ISBN 2-7316-1894-9)[15]
- Lueur de nuit, 64 p., avec un cahier de recherches graphiques de 8 p., Glénat coll. Grafica, 2013 (DL 10/2013)  (ISBN 978-2-7234-9272-0)
- La baleine blanche des mers mortes, scénario d'Aurélie Wellenstein, 56 p., Drakoo, 2021  (ISBN 9782490735709)

### Ouvrages collectifs
- | Les Enfants du Nil 1 Tome 1 , Delcourt , 50 p., 1990 (DL 01/1990) ( ISBN 2-906187-40-2 ) 2 Tome 2 , Delcourt, 50 p., 1991 (DL 01/1991) ( ISBN 2-906187-62-3 ) 3 Anges , Delcourt, 50 p., 1994 (DL 01/1994) ( ISBN 2-84055-024-5 ) |
- Souvenirs de films, 106 pages, grand format Le Lombard, 2009 (DL 10/2009)  (ISBN 978-2-8036-2580-2)
- Petites Histoires de la Grande Guerre, 21 p., Kotoji Editions, 2014 (DL 09/2014)  (ISBN 979-1-09-206603-6)